# Popkov
Popkov je priimek več oseb:
- Mihail Petrovič Popkov, sovjetski general
- Viktor Aleksejevič Popkov, ruski disident
- Viktor Ivanovič Popkov, sovjetski letalski as